# Prêmio Grande Otelo de Melhor Longa-metragem de Ficção
O Prêmio Grande Otelo de Melhor Longa-metragem de Ficção, é uma categoria de premiação do Prêmio Grande Otelo do Cinema Brasileiro referente a escolha da melhor produção cinematográfica; as que foram excelentes em todas as outras categorias apresentadas na cerimônia. Considerada a principal premiação oferecida anualmente pela Academia Brasileira de Cinema e Artes Audiovisuais (ABCAA). Os filmes premiados normalmente são lançados no ano anterior à premiação. Mas há exceções: pode ter sido o mês em que o filme foi lançado ou até no ano em que foi submetido a festivais.
A Academia Brasileira de Cinema é uma organização independente criada em 2002 para prestigiar os filmes e os profissionais da indústria cinematográfica brasileira em quase todas as categorias de premiação, sendo que os premiados podem ser filmes de qualquer parte do país.

## Vencedoras e indicadas
Na tabela a seguir, os anos estão listados de acordo com a realização da cerimônia dos prêmios da Academia Brasileira de Cinema e, em geral, correspondem ao ano seguinte de lançamento da série.

### Década de 2000
| Ano                   | Filme                                   | Direção                            | Produtores | Ref.          |
| --------------------- | --------------------------------------- | ---------------------------------- | --- | ------------- |
| 2002 (1.ª)            | Bicho de Sete Cabeças                   | Laís Bodanzky                      | Sara Silveira, Caio Gullane, Fabiano Gullane, Luiz Bolognesi e Marco Müller                                                                | [ 2 ] [ 3 ]   |
| 2002 (1.ª)            | Bufo & Spallanzani                      | Flávio Ramos Tambellini            | Eva Mariani, Andrucha Waddington e Flávio Ramos Tambellini                                                                                 | [ 2 ] [ 3 ]   |
| 2002 (1.ª)            | Domésticas - O Filme                    | Fernando Meirelles e Nando Olival  | Andrea Barata Ribeiro | [ 2 ] [ 3 ]   |
| 2002 (1.ª)            | Lavoura Arcaica                         | Luiz Fernando Carvalho             | Luiz Fernando Carvalho, Maurício Andrade Ramos e Donald Ranvaud                                                                            | [ 2 ] [ 3 ]   |
| 2002 (1.ª)            | O Xangô de Baker Street                 | Miguel Faria Jr.                   | Caíque Martins Ferreira, Marcelo Laffitte, Tino Navarro e Bruno Stroppiana                                                                 | [ 2 ] [ 3 ]   |
| 2003 (2.ª)            | Cidade de Deus                          | Fernando Meirelles                 | Andrea Barata Ribeiro, Maurício Andrade Ramos, Marc Beauchamps, Daniel Filho, Hank Levine, Vincent Maraval e Juliette Renaud               | [ 4 ] [ 5 ]   |
| 2003 (2.ª)            | Dias de Nietzsche em Turim              | Júlio Bressane                     | Júlio Bressane | [ 4 ] [ 5 ]   |
| 2003 (2.ª)            | Houve Uma Vez Dois Verões               | Jorge Furtado                      | Nara Goulart e Luciana Tomasi | [ 4 ] [ 5 ]   |
| 2003 (2.ª)            | Madame Satã                             | Karim Aïnouz                       | Marc Beauchamps, Isabel Diegues, Vincent Maraval, Maurício Andrade Ramos, Juliette Renaud e Walter Salles                                  | [ 4 ] [ 5 ]   |
| 2003 (2.ª)            | O Invasor                               | Beto Brant                         | Alexandre Borges, Malu Mader, Paulo Miklos, Marco Ricca, Mariana Ximenes, Bianca Villar e Renato Ciasca                                    | [ 4 ] [ 5 ]   |
| 2004 (3.ª)            | O Homem Que Copiava                     | Jorge Furtado                      | Nara Goulart e Luciana Tomasi | [ 6 ] [ 7 ]   |
| 2004 (3.ª)            | Amarelo Manga                           | Cláudio Assis                      | Cláudio Assis, Marcelo Ludwig Maia e Paulo Sacramento                                                                                      | [ 6 ] [ 7 ]   |
| 2004 (3.ª)            | Carandiru                               | Héctor Babenco                     | Flávio Ramos Tambellini, Héctor Babenco, Óscar Kramer, Rui Pires, Caio Gullane e Fabiano Gullane                                           | [ 6 ] [ 7 ]   |
| 2004 (3.ª)            | Lisbela e o Prisioneiro                 | Guel Arraes                        | Mauro Lima, Paula Lavigne, Guel Arraes, Tereza Gonzales, Ivan Teixeira e Virginia Cavendish                                                | [ 6 ] [ 7 ]   |
| 2004 (3.ª)            | Separações                              | Domingos de Oliveira               | Luiz Leitão e Clélia Bessa | [ 6 ] [ 7 ]   |
| 2005 (4.ª)            | Cazuza - O Tempo Não Para               | Sandra Werneck e Walter Carvalho   | Daniel Filho | [ 8 ] [ 9 ]   |
| 2005 (4.ª)            | Contra Todos                            | Roberto Moreira                    | Andrea Barata Ribeiro, Bel Berlinck, Geórgia Costa Araújo, Roberto Moreira e Fernando Meirelles                                            | [ 8 ] [ 9 ]   |
| 2005 (4.ª)            | Narradores de Javé                      | Eliane Caffé                       | André Montenegro e Vania Catani | [ 8 ] [ 9 ]   |
| 2005 (4.ª)            | O Outro Lado da Rua                     | Marcos Bernstein                   | Marcos Bernstein e Katia Machado | [ 8 ] [ 9 ]   |
| 2005 (4.ª)            | Redentor                                | Cláudio Torres                     | Cláudio Torres, José Carlos Oliveira e Leonardo Monteiro de Barros                                                                         | [ 8 ] [ 9 ]   |
| 2006 (5.ª)            | Cinema, Aspirinas e Urubus              | Marcelo Gomes                      | Maria Ionescu, Sara Silveira e João Vieira Jr.                                                                                             | [ 10 ] [ 11 ] |
| 2006 (5.ª)            | 2 Filhos de Francisco                   | Breno Silveira                     | Emanuel Camargo, Luciano Camargo, Pedro Buarque de Hollanda, Pedro Guimarães, Daniel Filho, Paula Lavigne, Rommel Marques e Breno Silveira | [ 10 ] [ 11 ] |
| 2006 (5.ª)            | Árido Movie                             | Lírio Ferreira                     | Murilo Salles, Flávio Frederico e Ilana Brakarz                                                                                            | [ 10 ] [ 11 ] |
| 2006 (5.ª)            | Bendito Fruto                           | Sergio Goldenberg                  | Claudius Ceccon, Patrick Siaretta e Beth Formaggini                                                                                        | [ 10 ] [ 11 ] |
| 2006 (5.ª)            | Casa de Areia                           | Andrucha Waddington                | Andrucha Waddington, Pedro Buarque de Hollanda, Daniel Filho e Pedro Guimarães                                                             | [ 10 ] [ 11 ] |
| 2006 (5.ª)            | Cidade Baixa                            | Sérgio Machado                     | Walter Salles e Maurício Andrade Ramos | [ 10 ] [ 11 ] |
| 2006 (5.ª)            | Crime Delicado                          | Beto Brant                         | Marco Ricca, Renato Ciasca e Bianca Villar                                                                                                 | [ 10 ] [ 11 ] |
| 2006 (5.ª)            | Se Eu Fosse Você                        | Daniel Filho                       | Iafa Britz, Daniel Filho, Vilma Lustosa e Walkíria Barbosa                                                                                 | [ 10 ] [ 11 ] |
| 2007/2008 (6.ª e 7.ª) | O Ano em que Meus Pais Saíram de Férias | Cao Hamburger                      | Caio Gullane, Fabiano Gullane, Cao Hamburger, Daniel Filho e Fernando Meirelles                                                            | [ 12 ] [ 13 ] |
| 2007/2008 (6.ª e 7.ª) | Baixio das Bestas                       | Cláudio Assis                      | Cláudio Assis, Júlia Moraes, Julia de Morais e João Vieira Jr.                                                                             | [ 12 ] [ 13 ] |
| 2007/2008 (6.ª e 7.ª) | O Céu de Suely                          | Karim Aïnouz                       | Maurício Andrade Ramos, Walter Salles, Thomas Häberle, Petter Rommel e Hengameh Panahi                                                     | [ 12 ] [ 13 ] |
| 2007/2008 (6.ª e 7.ª) | O Cheiro do Ralo                        | Heithor Dhalia                     | Matias Mariani, Joana Mariani, Marcelo Doria, Rodrigo Teixeira e Marcelo Araujo                                                            | [ 12 ] [ 13 ] |
| 2007/2008 (6.ª e 7.ª) | Tropa de Elite                          | José Padilha                       | Marcos Prado e José Padilha | [ 12 ] [ 13 ] |
| 2009 (8.ª)            | Estômago                                | Marcos Jorge                       | Cláudia da Natividade, Fabrizio Donvito, Marco Cohen e Gabriele Muccino                                                                    | [ 14 ] [ 15 ] |
| 2009 (8.ª)            | O Banheiro do Papa                      | César Charlone e Enrique Fernández | Andrea Barata Ribeiro, Bel Berlinck, Fernando Meirelles, Elena Roux e Serge Catoire                                                        | [ 14 ] [ 15 ] |
| 2009 (8.ª)            | Ensaio sobre a Cegueira                 | Fernando Meirelles                 | Niv Fichman, Andrea Barata Ribeiro e Sonoko Sakai                                                                                          | [ 14 ] [ 15 ] |
| 2009 (8.ª)            | Linha de Passe                          | Daniela Thomas e Walter Salles     | Mauricio Andrade Ramos | [ 14 ] [ 15 ] |
| 2009 (8.ª)            | Meu Nome Não é Johnny                   | Mauro Lima                         | Mariza Leão | [ 14 ] [ 15 ] |

### Década de 2010
| Ano         | Filme                                     | Direção                                                                                        | Produtores | Ref.          |
| ----------- | ----------------------------------------- | ---------------------------------------------------------------------------------------------- | --- | ------------- |
| 2010 (9.ª)  | É Proibido Fumar                          | Anna Muylaert                                                                                  | Anna Muylaert, Maria Ionescu e Sara Silveira                                                                   | [ 16 ] [ 17 ] |
| 2010 (9.ª)  | À Deriva                                  | Heitor Dhalia                                                                                  | Andrea Barata Ribeiro, Bel Berlinck e Fernando Meirelles                                                       | [ 16 ] [ 17 ] |
| 2010 (9.ª)  | Divã                                      | José Alvarenga Jr.                                                                             | Iafa Britz, Marcos Didonet, Vilma Lustosa e Walkíria Barbosa                                                   | [ 16 ] [ 17 ] |
| 2010 (9.ª)  | A Mulher Invisível                        | Cláudio Torres                                                                                 | Cláudio Torres                                                                                                 | [ 16 ] [ 17 ] |
| 2010 (9.ª)  | Se Eu Fosse Você 2                        | Daniel Filho                                                                                   | Daniel Filho, Iafa Britz, Marcos Didonet, Vilma Lustosa e Walkíria Barbosa                                     | [ 16 ] [ 17 ] |
| 2011 (10.ª) | Tropa de Elite 2: O Inimigo Agora É Outro | José Padilha                                                                                   | Marcos Prado e José Padilha                                                                                    | [ 18 ] [ 19 ] |
| 2011 (10.ª) | 5x Favela - Agora por nós mesmos          | Cacau Amaral, Cadu Barcellos, Luciano Vidigal, Manaíra Carneiro, Rodrigo Felha e Wagner Novais | Renata Almeida Magalhães, Cacá Diegues e Tereza Gonzalez                                                       | [ 18 ] [ 19 ] |
| 2011 (10.ª) | Chico Xavier                              | Daniel Filho                                                                                   | Daniel Filho                                                                                                   | [ 18 ] [ 19 ] |
| 2011 (10.ª) | As Melhores Coisas do Mundo               | Laís Bodanzky                                                                                  | Jasmin Pinho, Minom Pinho, Debora Ivanov, Gabriel Lacerda, Caio Gullane e Fabiano Gullane                      | [ 18 ] [ 19 ] |
| 2011 (10.ª) | Olhos Azuis                               | José Joffily                                                                                   | José Joffily e Heloisa Rezende                                                                                 | [ 18 ] [ 19 ] |
| 2011 (10.ª) | Viajo porque Preciso, Volto porque Te Amo | Karim Aïnouz e Marcelo Gomes                                                                   | João Vieira Jr. e Daniela Capelato                                                                             | [ 18 ] [ 19 ] |
| 2012 (11.ª) | O Palhaço                                 | Selton Mello                                                                                   | Vania Catani                                                                                                   | [ 20 ] [ 21 ] |
| 2012 (11.ª) | Assalto ao Banco Central                  | Marcos Paulo Simões                                                                            | Marcos Didonet, Vilma Lustosa e Walkiria Barbosa                                                               | [ 20 ] [ 21 ] |
| 2012 (11.ª) | Bróder                                    | Jeferson De                                                                                    | Paulo Boccato e Mayra Lucas                                                                                    | [ 20 ] [ 21 ] |
| 2012 (11.ª) | Bruna Surfistinha                         | Marcus Baldini                                                                                 | Roberto Berliner e Rodrigo Letier                                                                              | [ 20 ] [ 21 ] |
| 2012 (11.ª) | O Homem do Futuro                         | Cláudio Torres                                                                                 | Cláudio Torres e Tatiana Quintella                                                                             | [ 20 ] [ 21 ] |
| 2013 (12.ª) | Gonzaga - de Pai pra Filho                | Breno Silveira                                                                                 | Breno Silveira, Eliana Soárez e Marcia Braga                                                                   | [ 22 ] [ 23 ] |
| 2013 (12.ª) | Corações Sujos                            | Vicente Amorim                                                                                 | Vicente Amorim, João Daniel Tikhomiroff, Gil Ribeiro, Michel Tikhomiroff e Caique Ferreira                     | [ 22 ] [ 23 ] |
| 2013 (12.ª) | Febre do Rato                             | Cláudio Assis                                                                                  | Cláudio Assis e Julia Moraes                                                                                   | [ 22 ] [ 23 ] |
| 2013 (12.ª) | Heleno                                    | José Henrique Fonseca                                                                          | José Henrique Fonseca, Rodrigo Teixeira, Eduardo Pop e Rodrigo Santoro                                         | [ 22 ] [ 23 ] |
| 2013 (12.ª) | Xingu                                     | Cao Hamburger                                                                                  | Fernando Meirelles, Andrea Barata Ribeiro e Bel Berlinck                                                       | [ 22 ] [ 23 ] |
| 2014 (13.ª) | Faroeste Caboclo                          | René Sampaio                                                                                   | Bianca de Felippes, Marcello Maia e René Sampaio                                                               | [ 24 ] [ 25 ] |
| 2014 (13.ª) | Cine Holliúdy                             | Halder Gomes                                                                                   | Halder Gomes e Dayane Queiroz                                                                                  | [ 24 ] [ 25 ] |
| 2014 (13.ª) | Flores Raras                              | Bruno Barreto                                                                                  | Lucy Barreto e Paula Barreto                                                                                   | [ 24 ] [ 25 ] |
| 2014 (13.ª) | O Som ao Redor                            | Kleber Mendonça Filho                                                                          | Emilie Lesclaux                                                                                                | [ 24 ] [ 25 ] |
| 2014 (13.ª) | Tatuagem                                  | Hilton Lacerda                                                                                 | João Vieira Jr., Chico Ribeiro e Ofir Figueiredo                                                               | [ 24 ] [ 25 ] |
| 2015 (14.ª) | O Lobo atrás da Porta                     | Fernando Coimbra                                                                               | Caio Gullane, Fabiano Gullane, Debora Ivanov, Gabriel Lacerda, Rodrigo Castellar e Pablo Torrecilla            | [ 26 ] [ 27 ] |
| 2015 (14.ª) | Getúlio                                   | João Jardim                                                                                    | João Jardim e Carla Camurati                                                                                   | [ 26 ] [ 27 ] |
| 2015 (14.ª) | Hoje Eu Quero Voltar Sozinho              | Daniel Ribeiro                                                                                 | Daniel Ribeiro e Diana Almeida                                                                                 | [ 26 ] [ 27 ] |
| 2015 (14.ª) | Praia do Futuro                           | Karim Aïnouz                                                                                   | Geórgia Costa Araújo                                                                                           | [ 26 ] [ 27 ] |
| 2015 (14.ª) | Tim Maia                                  | Mauro Lima                                                                                     | Rodrigo Teixeira                                                                                               | [ 26 ] [ 27 ] |
| 2016 (15.ª) | Que Horas Ela Volta?                      | Anna Muylaert                                                                                  | Caio Gullane, Fabiano Gullane, Debora Ivanov e Anna Muylaert                                                   | [ 28 ] [ 29 ] |
| 2016 (15.ª) | A História da Eternidade                  | Camilo Cavalcanti                                                                              | Camilo Cavalcante e Marcello Ludwig                                                                            | [ 28 ] [ 29 ] |
| 2016 (15.ª) | Ausência                                  | Chico Teixeira                                                                                 | Denise Gomes, Lili Bandeira e Paula Consenza                                                                   | [ 28 ] [ 29 ] |
| 2016 (15.ª) | Califórnia                                | Marina Person                                                                                  | Carmem Maia, Giulia Setembrino, Gustavo Rosa de Moura e Marina Person                                          | [ 28 ] [ 29 ] |
| 2016 (15.ª) | Casa Grande                               | Fellipe Gamarano Barbosa                                                                       | Iafa Britz e Mauro Pizzo                                                                                       | [ 28 ] [ 29 ] |
| 2016 (15.ª) | Chatô, o Rei do Brasil                    | Guilherme Fontes                                                                               | Guilherme Fontes                                                                                               | [ 28 ] [ 29 ] |
| 2016 (15.ª) | Sangue Azul                               | Lírio Ferreira                                                                                 | Beto Brant, Lírio Ferreira e Renato Ciasca                                                                     | [ 28 ] [ 29 ] |
| 2016 (15.ª) | Tudo Que Aprendemos Juntos                | Sérgio Machado                                                                                 | Caio Gullane, Fabiano Gullane, Debora Ivanov e Gabriel Lacerda                                                 | [ 28 ] [ 29 ] |
| 2017 (16.ª) | Aquarius                                  | Kleber Mendonça Filho                                                                          | Emilie Lesclaux                                                                                                | [ 30 ] [ 31 ] |
| 2017 (16.ª) | Boi Neon                                  | Gabriel Mascaro                                                                                | Rachel Ellis                                                                                                   | [ 30 ] [ 31 ] |
| 2017 (16.ª) | Elis                                      | Hugo Prata                                                                                     | Fabio Zavala e Hugo Prata                                                                                      | [ 30 ] [ 31 ] |
| 2017 (16.ª) | Mãe Só Há Uma                             | Anna Muylaert                                                                                  | Sara Silveira, Maria Ionescu e Anna Muylaert                                                                   | [ 30 ] [ 31 ] |
| 2017 (16.ª) | Nise: O Coração da Loucura                | Roberto Berliner                                                                               | Rodrigo Letier                                                                                                 | [ 30 ] [ 31 ] |
| 2018 (17.ª) | Bingo: O Rei das Manhãs                   | Daniel Rezende                                                                                 | Caio Gullane, Fabiano Gullane, Debora Ivanov e Dan Klabin                                                      | [ 32 ] [ 33 ] |
| 2018 (17.ª) | A Glória e a Graça                        | Flávio Ramos Tambellini                                                                        | Flávio Ramos Tambellini, Alexandre Coutinho e Carolina Ferraz                                                  | [ 32 ] [ 33 ] |
| 2018 (17.ª) | Como Nossos Pais                          | Laís Bodanzky                                                                                  | Caio Gullane, Fabiano Gullane, Debora Ivanov, Laís Bodanzky e Luiz Bolognesi                                   | [ 32 ] [ 33 ] |
| 2018 (17.ª) | Era o Hotel Cambridge                     | Eliane Caffé                                                                                   | André Montenegro, Rui Pires, Edgar Tenembaum e Amiel Tenenbaum                                                 | [ 32 ] [ 33 ] |
| 2018 (17.ª) | Gabriel e a Montanha                      | Fellipe Gamarano Barbosa                                                                       | Roberto Berliner, Rodrigo Letier, Clara Linhart, Fellipe Gamarano Barbosa e Yohann Cornu                       | [ 32 ] [ 33 ] |
| 2019 (18.ª) | Benzinho                                  | Gustavo Pizzi                                                                                  | Tatiana Leite, Gustavo Pizzi, Agustina Chiarino Voulminot, Fernando Epstein, Roberto Berliner e Rodrigo Letier | [ 34 ] [ 35 ] |
| 2019 (18.ª) | A Voz do Silêncio                         | André Ristum                                                                                   | André Ristum, Pablo Torrecillas e Rodrigo Castellar                                                            | [ 34 ] [ 35 ] |
| 2019 (18.ª) | Chacrinha: O Velho Guerreiro              | Andrucha Waddington                                                                            | Angelo Salvetti, Cosimo Valerio, Altino Pavan e Andrucha Waddington                                            | [ 34 ] [ 35 ] |
| 2019 (18.ª) | O Grande Circo Místico                    | Cacá Diegues                                                                                   | Renata Almeida Magalhães                                                                                       | [ 34 ] [ 35 ] |
| 2019 (18.ª) | O Paciente - O Caso Tancredo Neves        | Sérgio Rezende                                                                                 | Mariza Leão | [ 34 ] [ 35 ] |

### Década de 2020
| Ano         | Filme                                            | Direção                                   | Produtores | Ref.          |
| ----------- | ------------------------------------------------ | ----------------------------------------- | --- | ------------- |
| 2020 (19.ª) | Bacurau                                          | Kleber Mendonça Filho e Juliano Dornelles | Emilie Lesclaux | [ 36 ] [ 37 ] |
| 2020 (19.ª) | A Vida Invisível                                 | Karim Aïnouz                              | Rodrigo Teixeira | [ 36 ] [ 37 ] |
| 2020 (19.ª) | Divino Amor                                      | Gabriel Mascaro                           | Rachel Ellis, Sandino Saravia Vinay, Katrin Pors e Maria Ekerhovd                                                                          | [ 36 ] [ 37 ] |
| 2020 (19.ª) | Hebe: A Estrela do Brasil                        | Maurício Farias                           | Carolina Kotscho, Clara Ramos, Fernando Nogueira, Heloisa Jinzenji, Renato Klarnet, Lucas Pacheco e Claudio Pessutti                       | [ 36 ] [ 37 ] |
| 2020 (19.ª) | Simonal                                          | Leonardo Domingues                        | Nathalie Felippe | [ 36 ] [ 37 ] |
| 2021 (20.ª) | A Febre                                          | Maya Da-Rin                               | Leonardo Mecchi e Maya Da-Rin | [ 38 ] [ 39 ] |
| 2021 (20.ª) | A Divisão                                        | Vicente Amorim                            | José Júnior | [ 38 ] [ 39 ] |
| 2021 (20.ª) | Boca de Ouro                                     | Daniel Filho                              | Daniel Filho | [ 38 ] [ 39 ] |
| 2021 (20.ª) | Cidade Pássaro                                   | Matias Mariani                            | Matias Mariani, Juliana Funaro, Renata Wolter, Issis Valenzuela, Marie-Pierre Macia, Claire Gadéa e Junyoug Jang                           | [ 38 ] [ 39 ] |
| 2021 (20.ª) | Pacarrete                                        | Allan Deberton                            | Allan Deberton | [ 38 ] [ 39 ] |
| 2022 (21.ª) | Marighella                                       | Wagner Moura                              | Bel Berlinck, Andrea Barata Ribeiro e Wagner Moura                                                                                         | [ 40 ]        |
| 2022 (21.ª) | 7 Prisioneiros                                   | Alexandre Moratt                          | Ramin Bahrani, Fernando Meirelles | [ 40 ]        |
| 2022 (21.ª) | Depois a Louca Sou Eu                            | Júlia Rezende                             | Mariza Leão | [ 40 ]        |
| 2022 (21.ª) | Deserto Particular                               | Aly Muritiba                              | Gonçalo Galvão Teles, Luís Glavão Teles, Antônio Gonçalves Júnior e Aly Muritiba                                                           | [ 40 ]        |
| 2022 (21.ª) | Homem Onça                                       | Vinícius Reis                             | Gisela Camara | [ 40 ]        |
| 2023 (22.ª) | Marte Um                                         | Gabriel Martins                           | Thiago Macêdo Correia, Maurílio Martins e André Novais Oliveira                                                                            | [ 41 ] [ 42 ] |
| 2023 (22.ª) | A Viagem de Pedro                                | Laís Bodanzky                             | Laís Bodanzky, Sandro Aguilar, Luiz Bolognesi, Mario Canivello, Karen Castanho, Fernando Fraiha, Cauã Reymond, Luís Urbano e Bianca Villar | [ 41 ] [ 42 ] |
| 2023 (22.ª) | Eduardo e Mônica                                 | René Sampaio                              | René Sampaio e Bianca de Felippes | [ 41 ] [ 42 ] |
| 2023 (22.ª) | Medida Provisória                                | Lázaro Ramos                              | Daniel Filho e Tânia Rocha | [ 41 ] [ 42 ] |
| 2023 (22.ª) | Paloma                                           | Marcelo Gomes                             | João Vieira Jr. | [ 41 ] [ 42 ] |
| 2024 (23.ª) | Pedágio                                          | Carolina Markowicz                        | Bianca Villar, Fernando Fraiha e Karen Castanho                                                                                            | [ 43 ]        |
| 2024 (23.ª) | Mussum, O Filmis                                 | Silvio Guindane                           | André Carreira e Roberto Santucci | [ 43 ]        |
| 2024 (23.ª) | Noites Alienígenas                               | Sérgio de Carvalho                        | Sérgio de Carvalho e Pedro von Krüger | [ 43 ]        |
| 2024 (23.ª) | Nosso Sonho - A História de Claudinho e Bochecha | Eduardo Albergaria                        | Leonardo Edde e Eduardo Albergaria | [ 43 ]        |
| 2024 (23.ª) | O Sequestro do Voo 375                           | Marcus Baldini                            | Joana Henning e Paula Torres | [ 43 ]        |
| 2025 (24.ª) | Ainda Estou Aqui                                 | Walter Salles                             | Maria Carlota Bruno e Rodrigo Teixeira | [ 44 ]        |
| 2025 (24.ª) | Baby                                             | Marcelo Caetano                           | Ivan Melo, Marcelo Caetano e Beto Tibiriçá                                                                                                 | [ 44 ]        |
| 2025 (24.ª) | Kasa Branca                                      | Luciano Vidigal                           | Bárbara Defanti, Gisele Camara, Roberto Berliner, Sabrina Garcia, Leo Ribeiro, Luciano Vidigal e Cavi Borges                               | [ 44 ]        |
| 2025 (24.ª) | Malu                                             | Pedro Freire                              | Tatiana Leite, Sabrina Garcia, Leo Ribeiro e Roberto Berliner                                                                              | [ 44 ]        |
| 2025 (24.ª) | Motel Destino                                    | Karim Aïnouz                              | Janaína Bernardes, Karim Aïnouz, André Novis, Caio Gullane e Fabiano Gullane                                                               | [ 44 ]        |